# Federico Sacchi
Federico Sacchi (Rosario, 1936. szeptember 4. – 2023. november 7.) argentin válogatott labdarúgó.
Az argentin válogatott tagjaként részt vett az 1962-es világbajnokságon.

## Sikerei, díjai
Racing Club
- Argentin bajnok (1): 1961

Boca Juniors
- Argentin bajnok (1): 1965